# Свети Ђорђе (Гребен)
Свети Ђорђе (грч. Άγιος Γεώργιος, Ајос Георгиос) је насељено место у општини Гребен у периферији Западна Македонија, Грчка. Према попису из 2021. године било је 324 становника.
Према бугарском географу и историчару, Василу Канчову, у Светом Ђорђу је 1900. године живело 400 Грка муслимана (Валахади), 200 Грка хришћана и 40 Рома. Године 1923. муслиманско становништво је принудно исељено у Турску а на њихово место је насељено 124 грчких избегличких породица, укупно 413 особа. На попису из 1940. године Свети Ђорђе је имао 785 становника. Село се раније звало Чурхли.

## Познате личности
- Георгије Јањински, православни светитељ